# Bodingsattel
Der Bodingsattel ist eine  697 m ü. A. hohe Passhöhe der Ybbstaler Alpen in Niederösterreich.
Der Bodingsattel ist eine alte Verkehrsroute zwischen Gaming und Lunz am See und stellt eine Verbindung vom Tal der Erlauf in das Ybbstal her. Von Gaming kommend, führt die Straße stetig ansteigend entlang des Mitteraubaches bis nach Pfaffenschlag (höchster Punkt 697 m) und fällt von dort längs des Bodingbaches nach Lunz ab.
Dieser Pass wird auch von der mittlerweile als Museumsbahn betriebenen Ybbstalbahn-Bergstrecke genutzt, auf dem Sattel befindet sich die Station Pfaffenschlag. Mit über 30 Promille ist die Strecke über den Bodingsattel eine der steilsten Schmalspurbahnen Österreichs. Die führte im Laufe der Geschichte immer wieder zu betrieblichen Problemen.
Die heute vom Verkehr genutzte Erlauftalstraße B 25 führt über den höheren Grubberg.

## Bilder

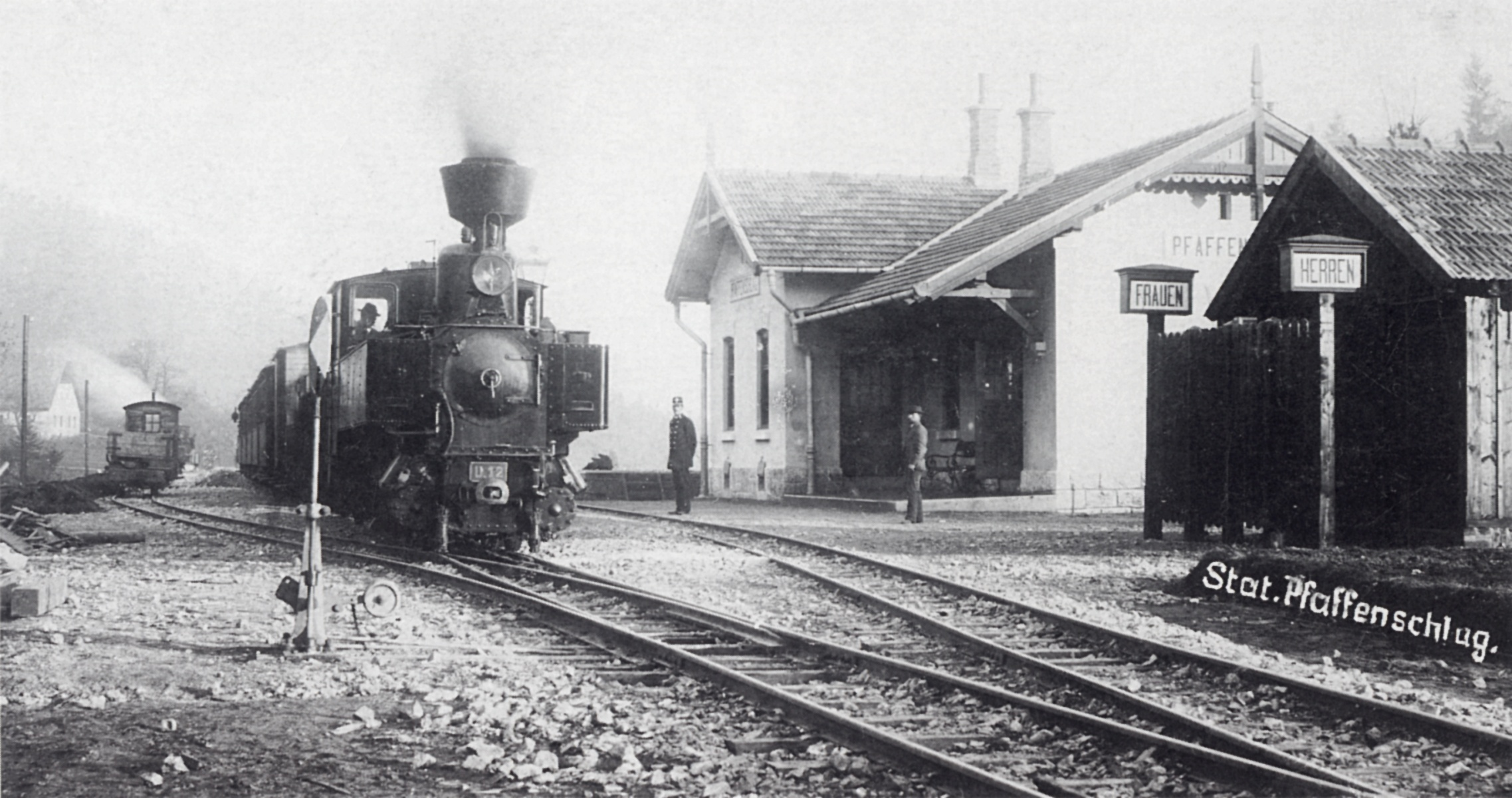
Lokomotive U12 im Bahnhof Pfaffenschlag auf der Passhöhe (1898)
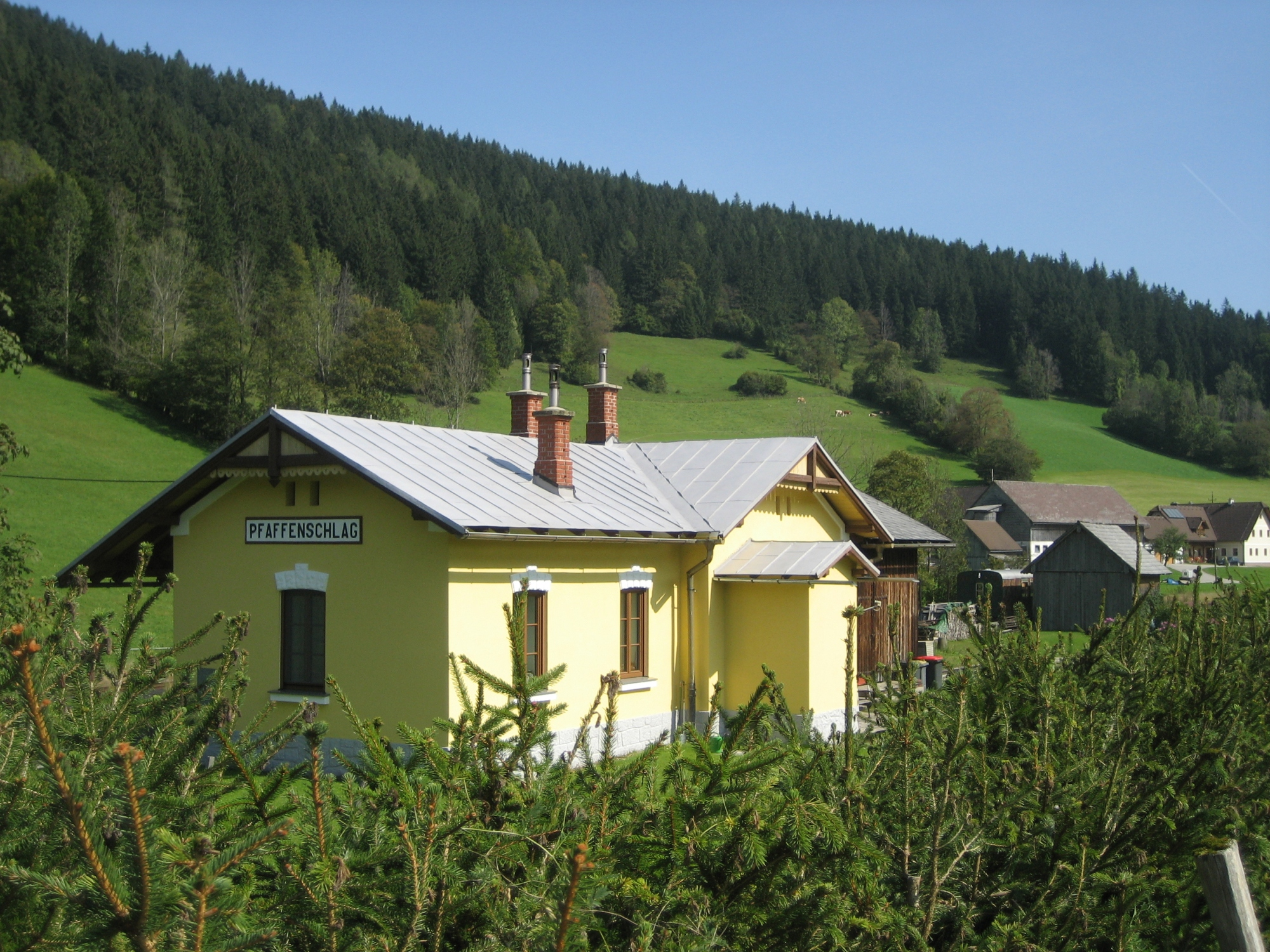
Bahnstation und Gehöft auf dem Bodingsattel